# Птух
Птух (дари پتوخ) — кишлак на северо-востоке Афганистана, в вилаяте (провинции) Бадахшан. Входит в состав района Вахан.

## Географическое положение
Птух расположен на северо-востоке Бадахшана, в высокогорной местности, на правом берегу реки Вахандарьи, вблизи места впадения в неё реки Дарайи-Птух, на расстоянии приблизительно 246 километров к востоку от города Файзабада, административного центра вилаята. Абсолютная высота — 3215 метров над уровнем моря. Ближайшие населённые пункты — кишлак Чехильканд (выше по течению Вахандарьи), кишлак Иссык (ниже по течению Вахандарьи).

## Население
На 2003 год население составляло 312 человек (181 мужчина и 131 женщина). Дети в возрасте до 15 лет составляли 49 % от общего количества жителей кишлака. В национальном составе преобладают ваханцы.